# Petite Navigation celtique
Petite Navigation celtique est un recueil de poèmes écrits par la poétesse bretonne Jeanne Bluteau et publié en 1979. Il est composé de 70 poèmes, regroupés en sept livres.
L'ouvrage fourmille de références au monde celte et de poèmes dédicacés à des artistes bretons comme la graveuse Marie-Renée Chevallier-Kervern, les poétesses Anjela Duval et Angèle Vannier, la harpiste Soazig Noblet ou la peintre Geneviève Couteau.

## Structure du livre

### Préface
Le recueil est préfacé par l'écrivain breton Pierre-Jakez Hélias.

### Exergue
Un texte de l'écrivain Jean Markale, non sourcé, précède les poèmes, justifiant le titre du recueil.

« Mais dans notre monde qui se cherche, qui a perdu le contact avec la nature humaine à force de vouloir abstraire, à force de vouloir classer dans des catégories, n'est-il pas de remède plus merveilleux qu'une Navigation dans le rêve et l'imaginaire ? Car au fond, la solution des problèmes se trouve dans l'Homme et dans l'Homme seul, lorsque celui-ci aura compris qu'il lui faut naviguer à travers les îles de sa pensée et de ses désirs. »

### Dédicace
Le recueil est dédié à René et Magdeleine Daniel, « en témoignage de notre déférent attachement. »

### Organisation des poèmes

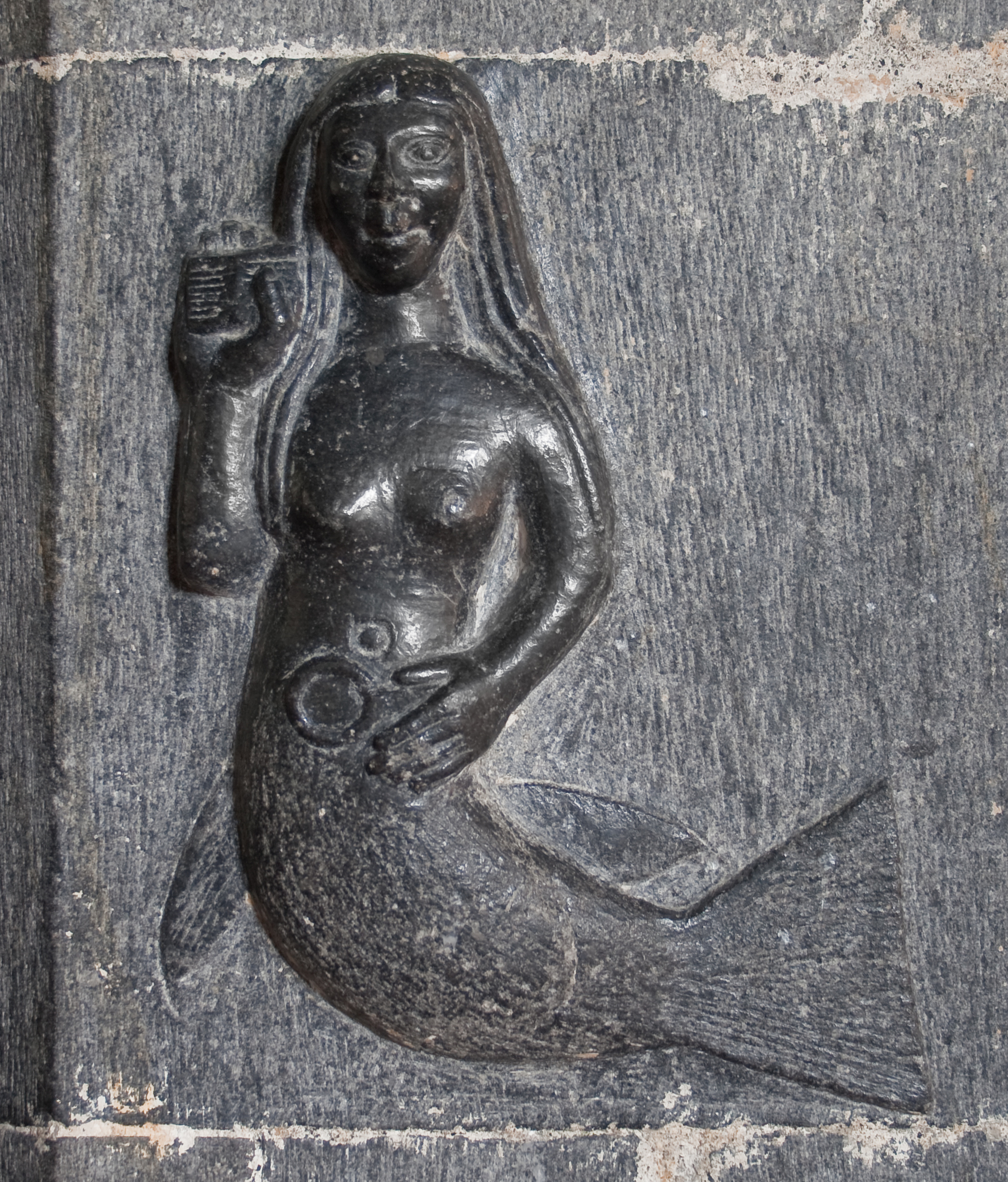
Sirène dans la cathédrale de Clonfert, en Irlande, qui inspire un poème et une illustration à Jeanne Bluteau

Le livre s'articule autour de sept chapitres, traitant du monde celte : 
- Irlande
- Cornwall
- Ecosse
- Pays de Galles
- Bretagne armoricaine
- Zodiaque breton et portraits
- Pour prendre congé

### Illustrations
Comme indiqué à la page 109, « les illustrations sont de Robert Bluteau », époux de la poétesse. Elles sont signées de ses initiales, pour les onze  illustrations de symboles (croix, dragon du Pays de Galles, chardon de l'Écosse...) ou de son prénom et de son nom, pour les neuf paysages. Une exception, le dessin de la page 19, intitulé Sirène sur un pilier, cathédrale de Saint Brendan, Clonfert (Irlande), qui est signé Jeanne Bluteau, en illustration d'un poème dédié à la cathédrale de Clonfert.  

## Éditions
Petite Navigation celtique, préface de Pierre Jakez Hélias, illustrations de Robert Bluteau, Guilvinec, éditions Le Signor, 1979, 109 p.